# Mishkenot Sha'ananim

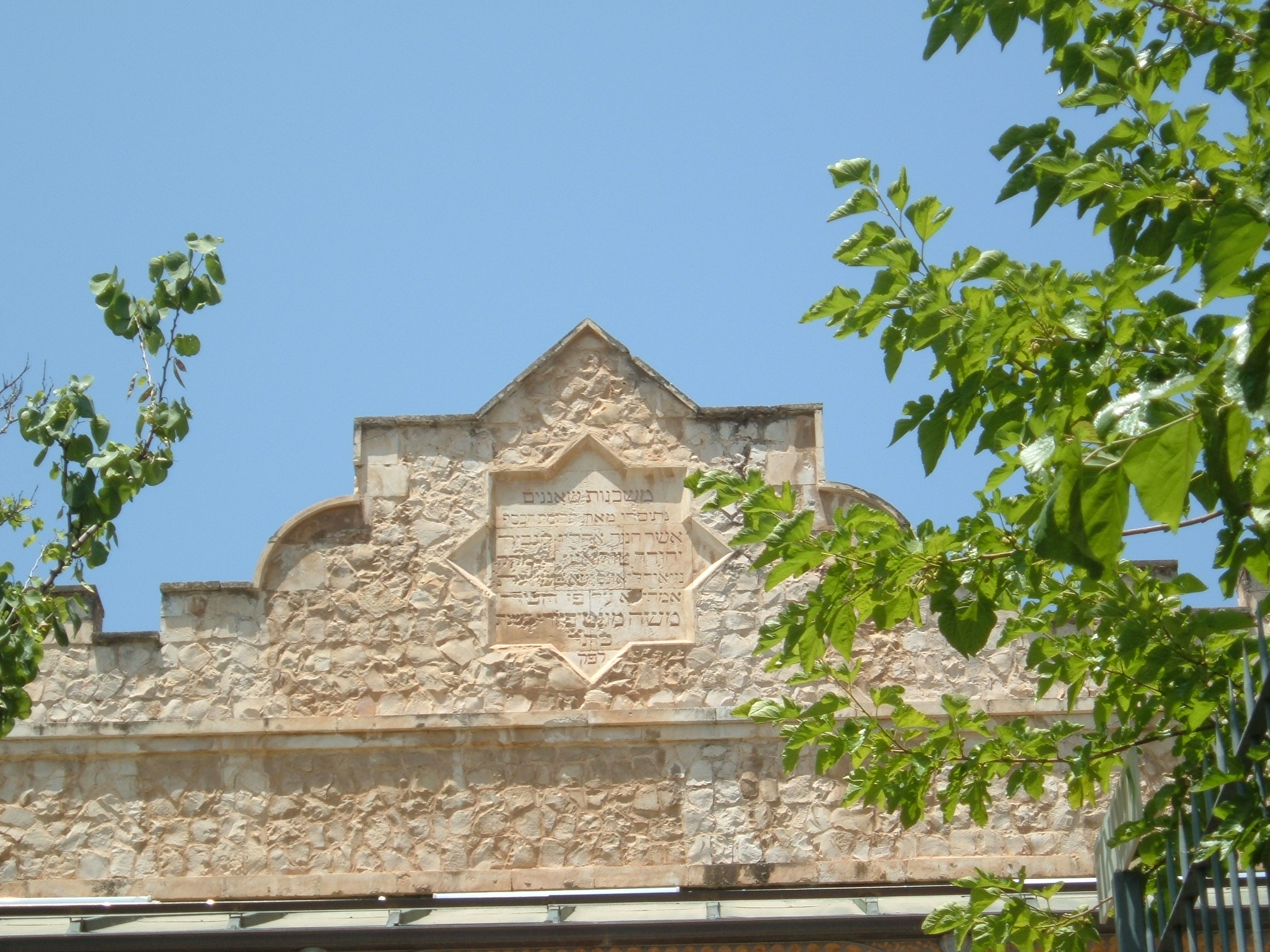
Placa do bairro Mishkenot Sha'ananim

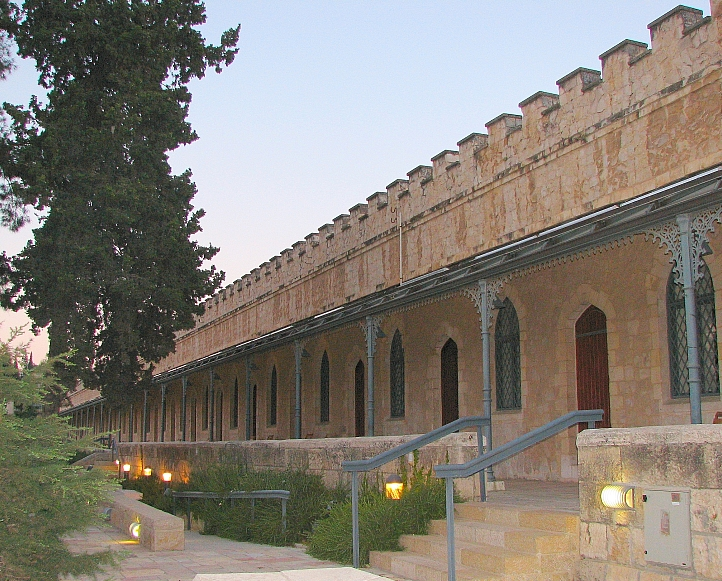
Mishkenot Sha'ananim pousada, edifício histórico restaurado

Mishkenot Sha'ananim (em hebraico:  משכנות שאננים, lit. Peaceful Dwellings) foi construído em 1859-1860. Esta pousada foi uma das primeiras estruturas a ser construída fora da Cidade Velha, sendo as outras Kerem Avraham, o Orfanato Schneller, a escola Bishop Gobat e o Complexo Russo.

## História

### Período otomano
Mishkenot Sha'anim foi construído pelo banqueiro judeu britânico e filantropo Sir Moses Montefiore em 1860, depois que ele adquiriu as terras do governador de Jerusalém, Ahmad Agha Duzdar.
Na noite de 1 de janeiro de 1873, Aaron Hershler estava de guarda no Moinho de Vento Montefiore, quando um grupo de muçulmanos árabes de Silwan tentou roubar a casa de sua família em Mishkenot Sha'ananim. Hershler foi perseguido e levou 12 tiros. Ele morreu no hospital em 5 de janeiro e foi enterrado no Monte das Oliveiras.  Setenta e cinco anos após sua morte, Hershler foi reconhecido pelas Forças de Defesa de Israel como o primeiro "mártir nacional" no conflito judaico-árabe. Ele é um dos cerca de três dúzias de judeus mortos durante a Palestina governada pelos otomanos, que são comemorados como parte do dia anual em memória do Yom Hazikaron de Israel.
Foi construído como uma casa de esmola, paga pela propriedade de um empresário judeu americano de Nova Orleans, Judah Touro. Uma vez que estava fora dos muros e aberto a invasões beduínas, pilhagem e banditismo geral desenfreado na região na época, os judeus estavam relutantes em se mudar, mesmo que a habitação fosse luxuosa em comparação com as casas abandonadas e superlotadas na Cidade Velha.  Como incentivo, as pessoas foram pagas para viver lá, e um muro de pedra foi construído ao redor do complexo com uma porta pesada que era trancada à noite para defesa. O nome do bairro foi tirado do Livro de Isaías: "Meu povo habitará em habitação pacífica, em habitações seguras e em locais de descanso pacíficos" (Isaías 32:18).  Mais tarde, tornou-se parte da Yemin Moshe, que foi estabelecida em 1892-1894.

### Período jordaniano

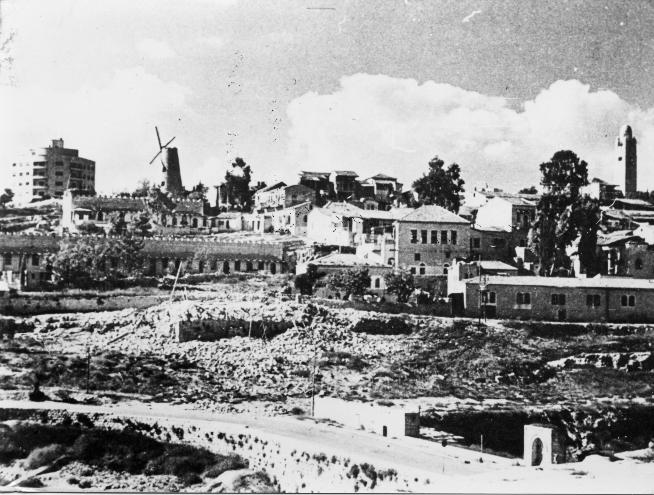
Bairro Montefiore – Mishkenot Sha'ananim 1948

Após a Guerra Árabe-Israelense de 1948, quando a Cidade Velha foi capturada pela Legião Árabe, Mishkenot Sha'ananim fez fronteira com a terra de ninguém nas proximidades da linha de armistício com o Reino da Jordânia, e muitos moradores do bairro Yemin Moshe partiram na esteira de ataques de franco-atiradores por legionários árabes jordanianos.  Apenas os habitantes mais pobres permaneceram, transformando o complexo em uma favela.

### Restauração após 1967
A terra de ninguém que faz fronteira com Mishkenot Sha'ananim foi capturada por Israel durante a Guerra de 1967, juntamente com o resto de Jerusalém Oriental e Velha.
Em 1973, Mishkenot Sha'ananim foi transformado em uma pousada de luxo para autores, artistas e músicos internacionalmente aclamados que visitavam Israel.  Além das instalações da pousada, é agora um centro de convenções e casa do Centro de Música de Jerusalém. O centro de música foi inaugurado por Pablo Casals pouco antes de sua morte.

O Centro de Ética de Jerusalém foi estabelecido em Mishkenot Sha'ananim em 1997. Yitzhak Zamir lidera o conselho de administração desde sua aposentadoria como juiz da Suprema Corte israelense em 2001.

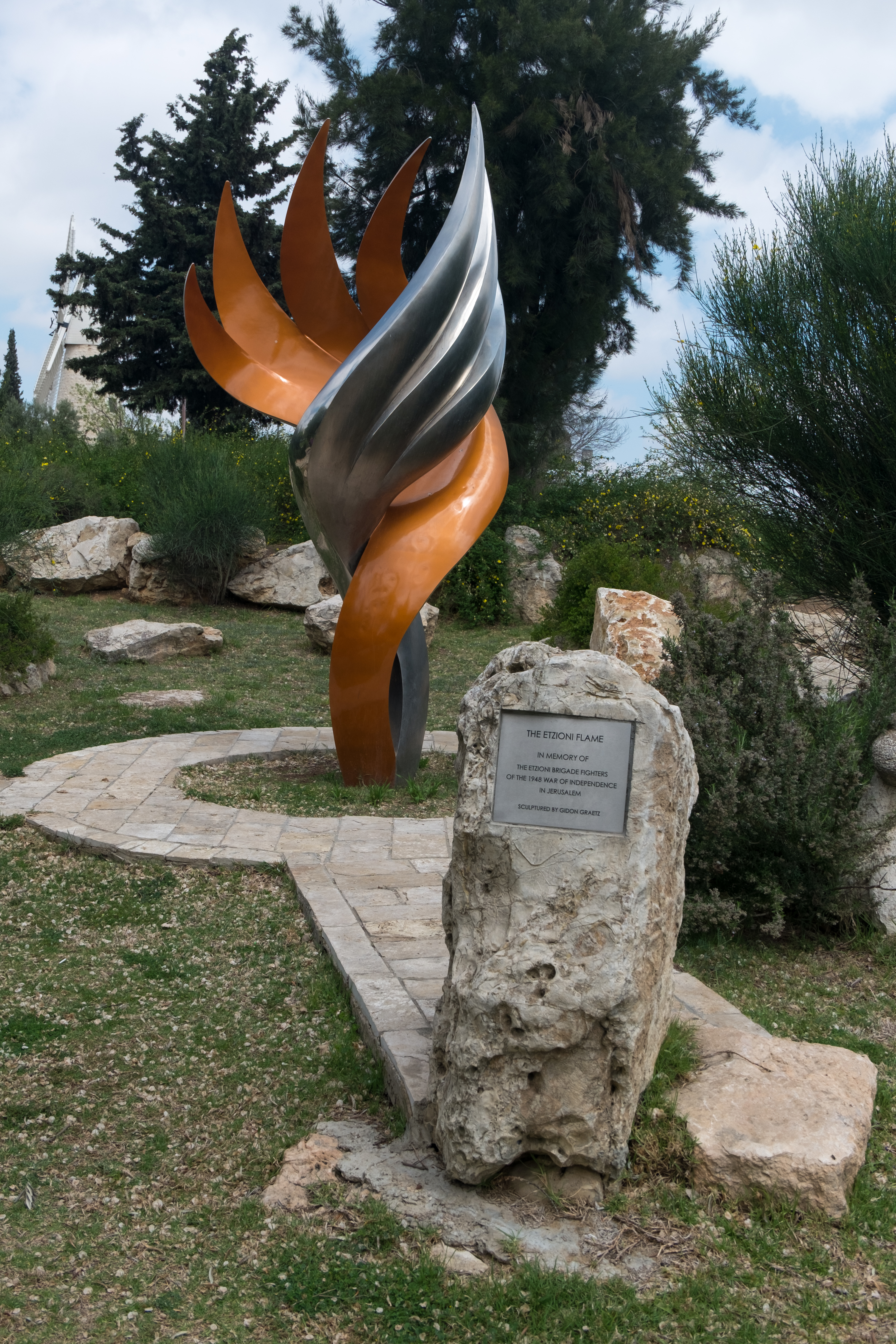
Chama Etzioni
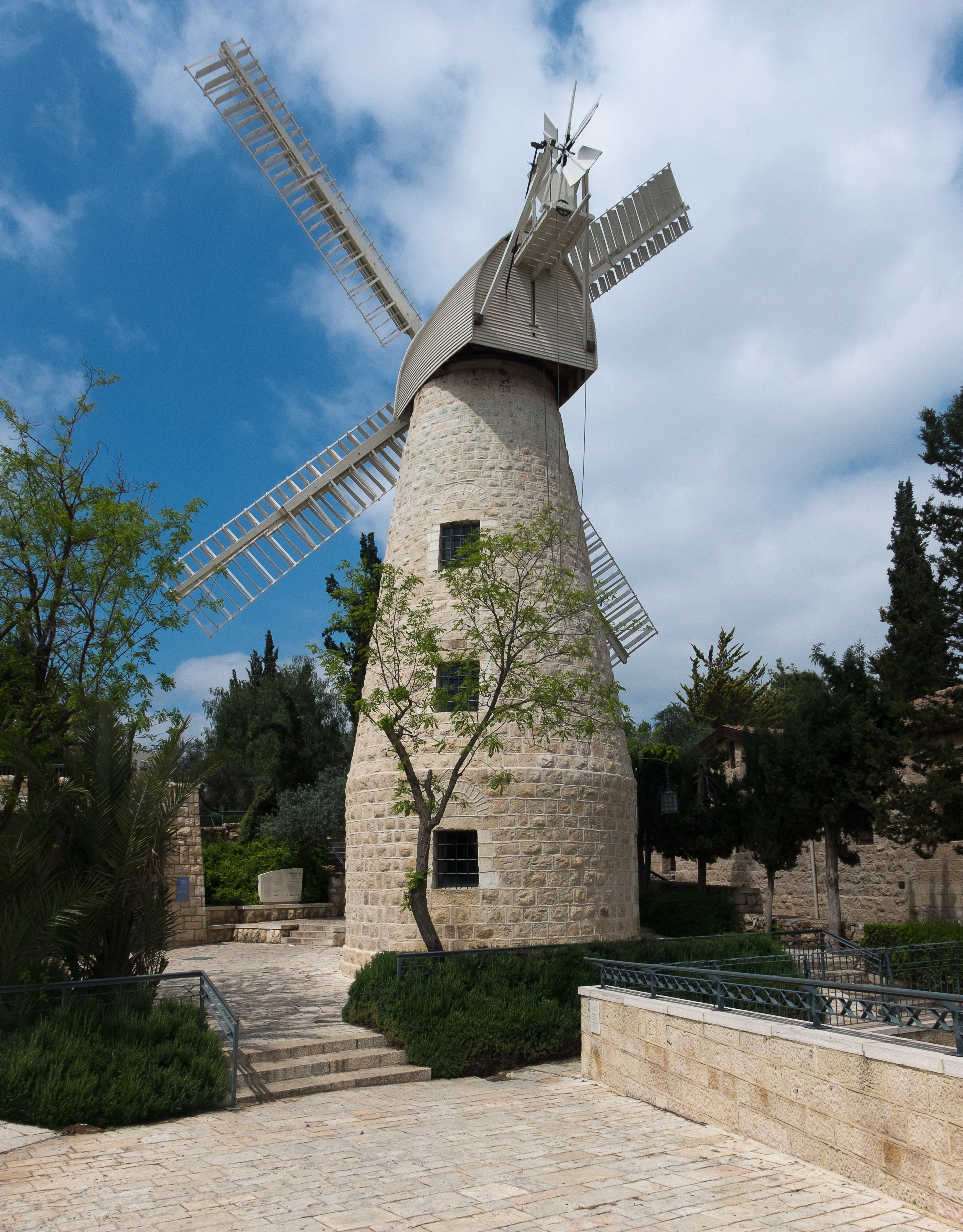
Moinho de vento Montefiore
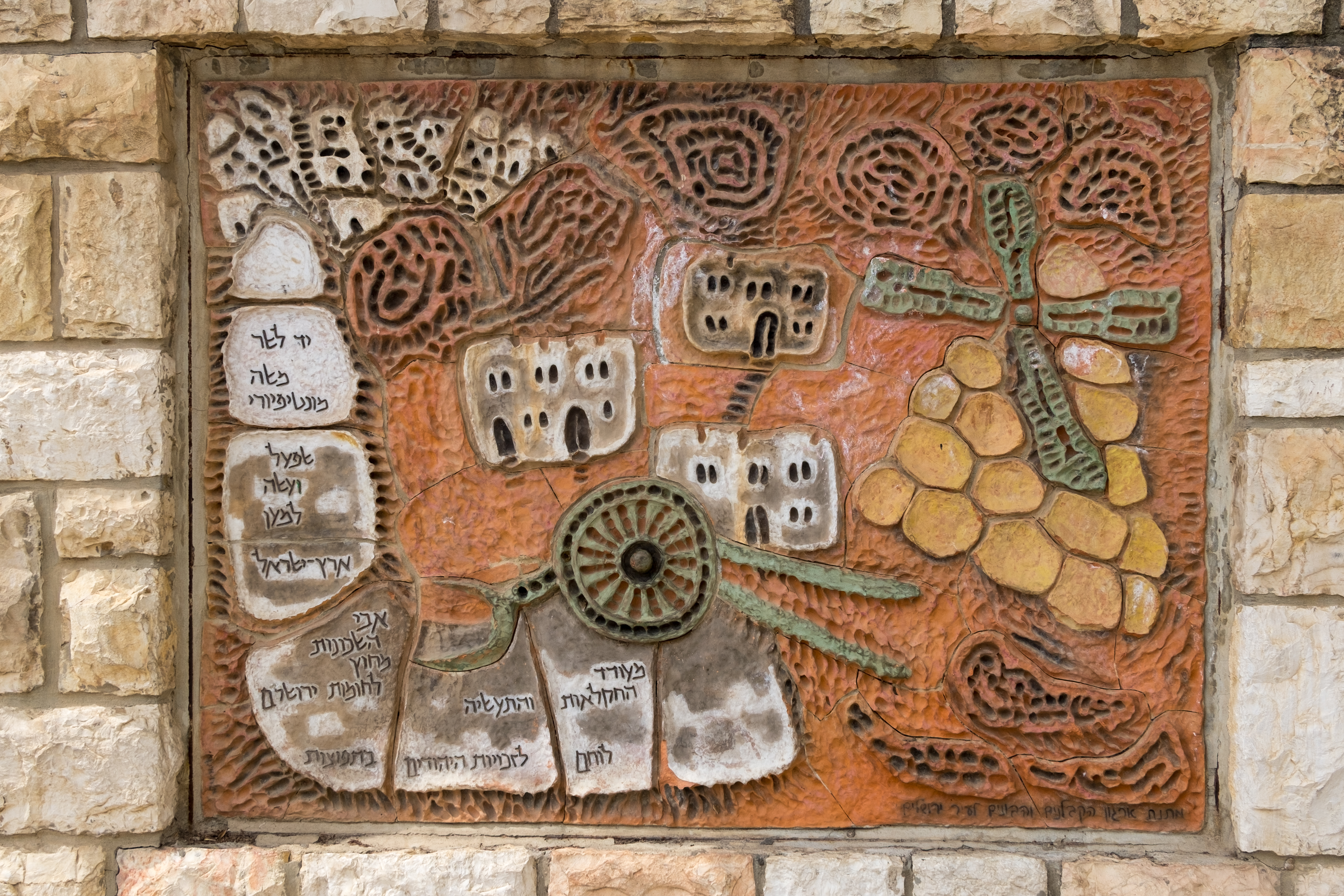
Ha-Takhana
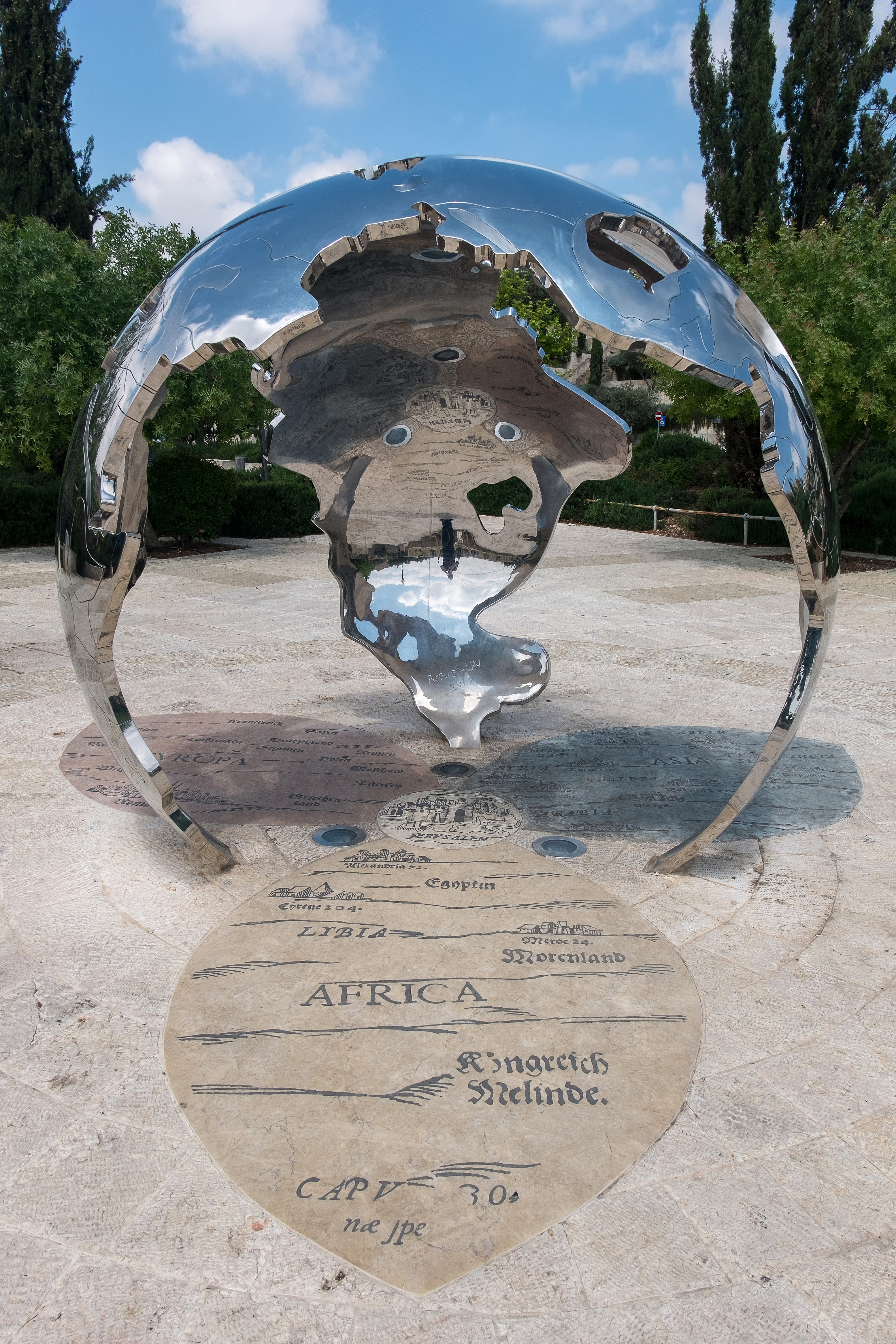
Jerusalém como o Centro do Mundo por David Breuer-Weil (após o Mapa da Folha do Trevo de Bünting), no Parque Teddy Kollek (2016)